# آندری پوس
آندری پوس (فرانسوی: André Pousse‎؛ ۲۰ اکتبر ۱۹۱۹ – ۹ سپتامبر ۲۰۰۵) یک هنرپیشه، و دوچرخه‌سوار اهل فرانسه بود. 
از فیلم‌ها یا برنامه‌های تلویزیونی که وی در آن نقش داشته است می‌توان به یک پلیس، دسته سیسیلی‌ها، داستان یک پلیس و فرانک ریوا اشاره کرد.